# 非自発入院
非自発入院（ひじはつにゅういん、英語: involuntary commitment）、行政入院（英語: civil commitment, sectioning, being sectioned）とは、認定された代理人によって深刻な症状があると見なされる人に対しての、法的手続きである。これによって精神障害患者は、精神科病院（入院）または地域社会（外来）での治療を裁判所に命じられる。
非自発入院の基準は、さまざまな国によって法で定められてる。入院手続は緊急入院がなされた後に行われることが多く、ひとまず急性症状を有する人は比較的短期間（例えば72時間）入院となり、その期間に精神障害の専門家によって評価と安定化がなされ、またその間にさらなる入院が必要・適切かどうかが判断される。
歴史的には、20世紀初頭の3分の1、さらにその後も大部分の地域では、公的精神施設入院のすべてと、民間施設入院の大部分は、非自発的なものであった。それ以来、非自発入院の廃止または大幅な削減に向けての取り組みがなされ、これは脱施設化（deinstitutionalisation）として知られる傾向である。
なお欧米ではコミュニティ治療命令として、外来による治療命令を裁判所が発することができる制度がある。

## 国際連合
国際連合総会決議46/119「精神障害者の保護と精神的健康管理の改善のための原則」は、
非自発的入院を実行するためのいくつかの手順を支持する、拘束力のない決議である。
世界保健機関は、1996年に「精神医療法：10の原則」を公表し、以下の指針を示している。

## 各国の状況

### イギリス
イギリスでは2007年精神衛生法を根拠としてなされる。

### 日本
日本では精神保健及び精神障害者福祉に関する法律を根拠とし、資格を取得した精神保健指定医によってなされる。以下の種類が存在し、その条件を満たすことはカルテに明記されなければならない。
非自発入院の判断基準（日本精神科救急学会ガイドライン）
1. 精神保健福祉法が規定する精神障害と診断される。
2. 上記の精神障害のために判断能力が著しく低下した病態にある
（精神病状態，重症の躁状態またはうつ状態，せん妄状態など）。
3. この病態のために，社会生活上，自他に不利益となる事態が生じている。
4. 医学的介入なしには，この事態が遷延ないし悪化する可能性が高い。
5. 医学的介入によって，この事態の改善が期待される。
6. 入院治療以外に医学的な介入の手段がない。
7. 入院治療についてインフォームドコンセントが成立しない。

- 精神科への入院[7]
  - 自発入院 - 任意入院
  - 非自発入院
    - 措置入院 / 緊急措置入院
    - 医療保護入院 / 応急入院

医療保護入院は非自発入院の判断基準をみたす場合に、判断能力のある家族等（いない場合は市町村長）の同意によってなされるものである。入院期間は原則1年以内とされており、社会的入院のツールとならないよう考慮されるべきである。
措置入院は非自発入院の判断基準をみたし、かつ自他を傷つける行為に及んだか，もしくは及ぶ
可能性が高い場合になされるものである。

## さらに読む
- Atkinson, Jacqueline M. (2006). Private and Public Protection: Civil Mental Health Legislation. Edinburgh: Dunedin Academic Press. ISBN 978-1-903765-61-6. OCLC 475785132
- Black, George; Munro, Robin (1993). Black Hands of Beijing: Lives of Defiance in China's Democracy Movement. New York: John Wiley & Sons, Inc.. ISBN 978-0-471-57977-9. OCLC 27186722
- Perlin, Michael L. (1993). “The ADA and Persons with Mental Disabilities: Can Sanist Attitudes Be Undone?”. Journal of Law and Health 8 (15):  15–45.
- Rosenhan, D.L. (19 January 1973). “On being sane in insane places”. Science 179 (4070):  250–258. doi:10.1126/science.179.4070.250. PMID 4683124.
- Spitzer, Robert L. (October 1975). “On pseudoscience in science, logic in remission, and psychiatric diagnosis: A critique of Rosenhan's 'On being sane in insane places'”. Journal of Abnormal Psychology 84 (5):  442–452. doi:10.1037/h0077124. PMID 1194504.
- Sulzberger, A.G.; Carey, Benedict (2011年1月18日). “Getting Someone to Psychiatric Treatment Can Be Difficult and Inconclusive”. New York Times
- Torrey, E. Fuller (1998). Out of the Shadows: Confronting America's Mental Illness Crisis. New York: Wiley. ISBN 978-0-471-24532-2. OCLC 502210396
- Tsesis, Alexander V. (Fall 1998). “Protecting Children Against Unnecessary Institutionalization”. South Texas Law Review 39 (4):  995–1027. PMID 12778917. SSRN 1031713.
- United Nations General Assembly  Session 46  Resolution  119. The protection of persons with mental illness and the improvement of mental health care   A/RES/46/119  17 December 1991. HTML.